# ISS Facility Services
ISS Facility Services AB är ett svenskt serviceföretag, som är helägt dotterbolag till ISS A/S.
ISS Facility Services är ett av Sveriges och Nordens största tjänsteföretag med 8 500 medarbetare i Sverige och 34 000 medarbetare i Norden. Svensk omsättning är cirka 4,5 miljarder SEK och kommer från ett flertal tjänsteområden som bland annat facility management, mat & dryck, teknik- & energitjänster, städtjänster och kontorstjänster. Integrated Facility Services, IFS, är ISS unika leveransmodell där flera tjänster samordnas och levereras med egen personal. ISS Facility Services AB ingår i ISS A/S som är noterat på Köpenhamnsbörsen. Koncernen har cirka 490 000 anställda och verksamhet i 77 länder. www.se.issworld.com

## Affärsområden

### Facility Management
Facility Management, FM, är ett begrepp som används för integrerade tjänsteleveranser och där uppdraget har en egen dedikerad ledning.
IFS, Integrated Facility Services, är ISS unika leveransmodell för FM där flera tjänster samordnas och levereras med egen personal. 

### Mat & Dryck
ISS serverar över 50 000 måltider varje dag. Till förskolor och skolor, sjukhus och äldreomsorg och till olika typer av personalrestauranger.

### Städtjänster
ISS erbjuder skräddarsydda lösningar för alla typer av lokaler; till exempel kontor, industri, sjukhus, skolor och butiker. ISS erbjuder även tjänster - exempelvis golvvård och fönsterputs - där det krävs specialistkompetens av medarbetarna.

### Kontorstjänster
Inom affärsområdet ingår tjänsterna telefonitjänster, växtinredning, fruktkorgar samt arbetsplatsservice.

### Teknik- & Energitjänster
ISS erbjuder ett brett utbud av fastighetstekniska tjänster till både offentlig och privat verksamhet. I företagets grundåtaganden ingår oftast drift och underhåll men ISS tillhandahåller också en mängd andra tjänster relaterade till brand, el, ventilation, värme och kyla samt entreprenadarbeten och teknisk projektledning. ISS har även ett eget energicenter som arbetar med att sänka kundernas energianvändning. 